# Roncona

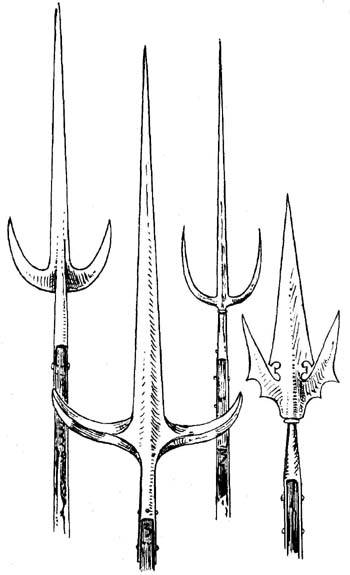
Modelos de ronconas,.

La roncona (en francés roncone, en inglés ranseur, rawcon, en griego runka) es un arma de asta, variante de la corcesca, cuyas cuchillas o "aletas" laterales se curvan desde la moharra hacia el suelo de manera inversa a la de un tridente.

## Historia
Esta variante de las corcescas fueron empleadas desde el siglo XV hasta el siglo XVII, siendo además un arma de "parada" o de "oficialía", un arma de guerra empleada en la marina.

## Morfología
Como otras armas de asta largas de infantería, la roncona solía sobrepasar la altura de un hombre, situándose en los 2 m de normal. Su moharra era de uso exclusivamente punzante, por ello su cuchilla central se suele encontrar más larga y aguda que en sus "primas" partesana y corcesca. Sus aletas laterales, las que le dan la característica diferencial, toman forma de garfio y tratan de asemejarse -en conjunto- a una flor de lis. Por ello podemos encontrar ejemplares de "parada" con exquisitos acabados y toques de borlas.
- Datos: Q1400675
- Multimedia: Ranseurs / Q1400675